# توني هدسون (لاعب كرة قاعدة)
توني هدسون (بالإنجليزية: Tony Hudson)‏ هو لاعب كرة قاعدة أمريكي، ولد في 29 يونيو 1958.